# Dolichoderus balticus
Hypoclinea baltica
Espèce
Synonymes
- †Hypoclinea baltica Mayr, 1868

Dolichoderus balticus est une espèce fossile de fourmis de la sous-famille des Dolichoderinae, de la tribu des Dolichoderini dans le genre Dolichoderus.

## Classification
L'espèce Dolichoderus affectus est décrite en 1868 par l'entomologiste autrichien Gustav Mayr (1830-1908) sous le protonyme Hypoclinea baltica,. 

### Fossiles
Selon Paleobiology Database en 2023, le nombre de collection de fossiles référencées est de neuf :
- Oligocène de France, une collection du Chattien, et d'Aix-en-Provence décrite en 1937 par Nicolas Théobald[3]
- Éocène, deux collections de Pologne, six collections de Russie dont cinq de Kaliningrad[2]

### Renommage
En 1937, le paléontologue français Nicolas Théobald (1903-1981) renomme cette espèce Dolichoderus balticus en même temps qu'il ajoute un spécimen fossile d'Aix-en-Provence,.

### Confirmation du genreDolichoderus
L'espèce Dolichoderus balticus est confirmée dans le genre Dolichoderus en 2002 par Gennady Mikhaïlovitch Dlussky (d) (1938-),. 

### Citations
L'espèce Hypoclinea baltica est encore citée en 1987 par Ute Spahr (d),.
Le nouveau nom Dolichoderus balticus est déjà cité en 1878 par l'entomologiste suisse Auguste Forel (1848-1931) dans le Bulletin de la Société vaudoise des sciences naturelles et en 1914 par l'entomologiste américain William Morton Wheeler (1865-1937), selon Nicolas Théobald dans sa thèse de 1937,.

### Étymologie
L'épithète spécifique latine balticus signifie « baltique », en rapport avec la découverte des fossiles dans l'ambre de la Baltique.

## Description

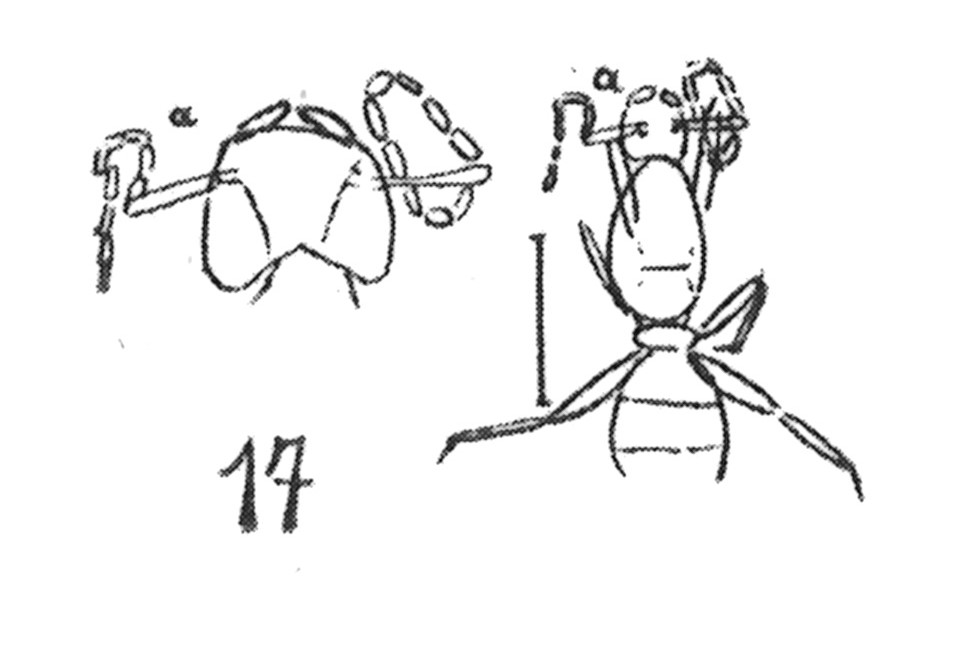
Dolichoderus balticus femelle Mayr 1937 N. théobald éch. A34 x2,6 p. 314 Pl. XXVI Hyménoptères du Stampien d'Aix-en-Provence.

### Caractères
La diagnose de Nicolas Théobald en 1937, : 

« Echant. A34 Inst Géol. Lyon.
Un échantillon assez bien conservé, montrant la tête, le thorax, l'abdomen et des fragments de pattes. Les antennes sont encore bien visibles, les tibias portent une épine à l'extrémité. ».

### Affinités
« La détermination nous semble très satisfaisante. D. balticus a été décrit de l'ambre de la Baltique. ».

## Galerie

Fossiles Dolichoderus affectus de l'ambre de la Baltique.
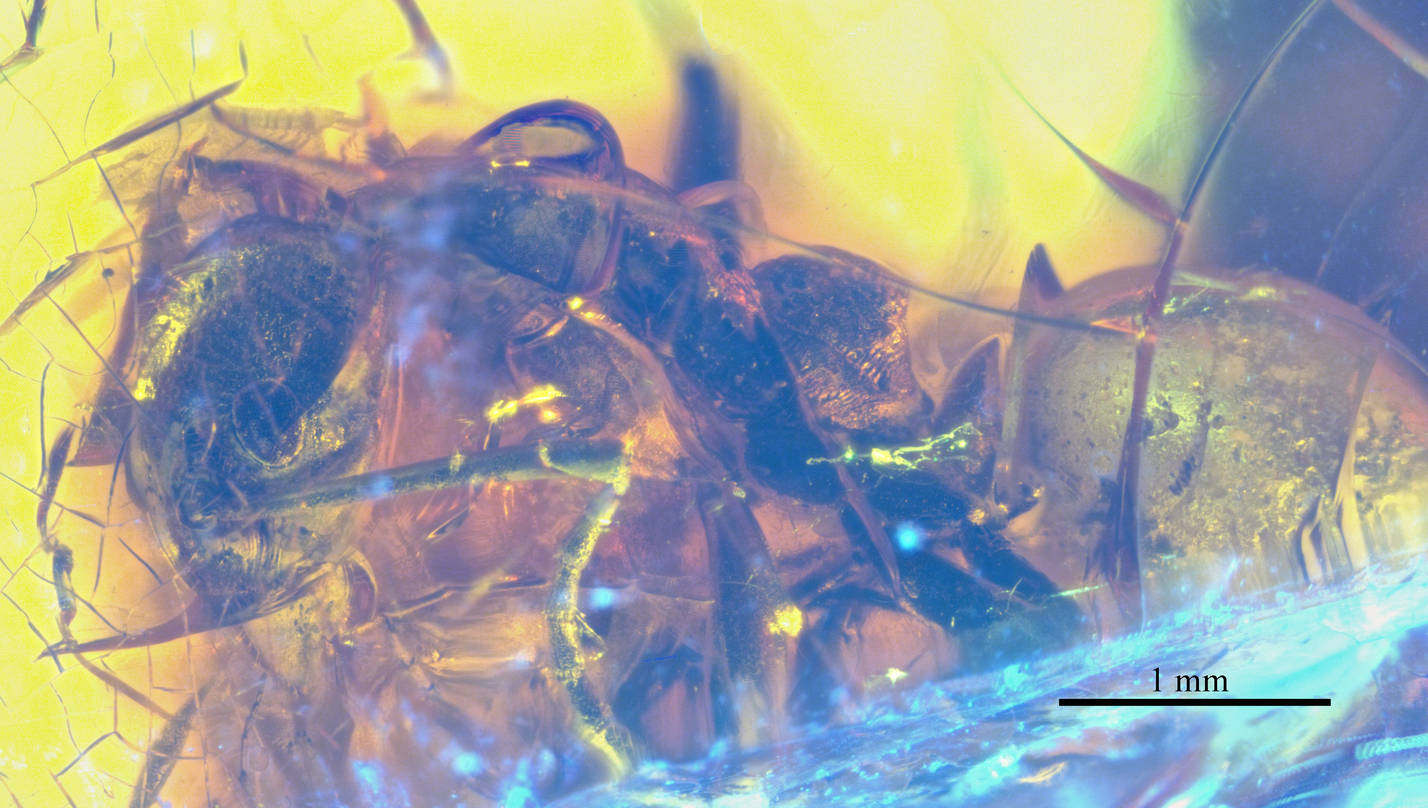
Dolichoderus balticus spécimen NHMW1984-31-251.

- Ailes d'espèces vivantes du genre Dolichoderus.
- Vue de profil de l'aile d'une fourmi Dolichoderus bispinosus.
- Vue de profil de l'aile d'une fourmi Dolichoderus quadripunctatus
- Vue de profil de l'aile d'une fourmi Ponera exotica.

- Quelques espèces vivantes du genre Dolichoderus.
- Dolichoderus attelaboides.
- Dolichoderus beccarii.
- Dolichoderus decollatus.
- Dolichoderus germaini.
- Dolichoderus lutosus.
- Dolichoderus plagiatus.
- Dolichoderus quadripunctatus, ouvrière.
- Dolichoderus sibiricus.
- Dolichoderus taschenbergi.
- Dolichoderus validus.

### Publication originale
- [1868] (de) Gustav Mayr, « Die Ameisen des baltischen Bernsteins », Beiträge zur Naturkunde Preussens, vol. 1,‎ 1868, p. 1-102.